# Kypello Kyprou 2018-2019
La Kypello Kyprou 2018-2019 è stata la 77ª edizione della coppa nazionale cipriota. La competizione è stata vinta dall'AEL Limassol, vincitore del trofeo per la 7ª volta, sull'APOEL Nicosia.

## Primo turno
| 5 dicembre 2018    |       |                   |
| Arīs Limassol      | 4 – 1 | Alkī Oroklini     |
| Omonia             | 3 – 0 | Onīsilos Sōtīra   |
| Akritas Chlōrakas  | 0 – 7 | Anorthōsis        |
| Olympiakos Nicosia | 0 – 5 | Pafos             |
| Omonia Aradippou   | 0 – 3 | AEL Limassol      |
| 19 dicembre 2018   |       |                   |
| EN Paralimni       | 5 – 1 | Digenis Oroklinis |
| PAEEK Kerynias     | 0 – 4 | Nea Salamis       |
| APOEL              | 5 – 0 | Agia Napa         |

## Secondo turno
| Squadra 1                          | Totale | Squadra 2         | Andata | Ritorno |
| ---------------------------------- | ------ | ----------------- | ------ | ------- |
| 2 gennaio 2019 / 16 gennaio 2019   |        |                   |        |         |
| Apollōn Limassol                   | 2 – 1  | Omonia            | 1 – 0  | 1 – 1   |
| Ermīs Aradippou                    | 7 – 0  | ASIL Lysī         | 3 – 0  | 4 – 0   |
| 2 gennaio 2019 / 20 febbraio 2019  |        |                   |        |         |
| APOEL                              | 5 – 1  | Doxa Katōkopias   | 2 – 1  | 3 – 0   |
| 16 gennaio 2019 / 23 gennaio 2019  |        |                   |        |         |
| Anorthōsis                         | 2 – 3  | EN Paralimni      | 2 – 3  | 0 – 0   |
| Arīs Limassol                      | 3 – 5  | Pafos             | 2 – 1  | 1 – 4   |
| 16 gennaio 2019 / 30 gennaio 2019  |        |                   |        |         |
| Nea Salamis                        | 1 – 4  | AEK Larnaca       | 1 – 2  | 0 – 2   |
| 23 gennaio 2019 / 20 febbraio 2019 |        |                   |        |         |
| Karmiōtissa                        | 5 – 2  | Ethnikos Achnas   | 2 – 1  | 3 – 1   |
| 30 gennaio 2019 / 13 febbraio 2019 |        |                   |        |         |
| AEL Limassol                       | 14 – 0 | EN ThOΪ Lakatamia | 8 – 0  | 6 – 0   |

## Quarti di finale
| Squadra 1                           | Totale      | Squadra 2        | Andata | Ritorno |
| ----------------------------------- | ----------- | ---------------- | ------ | ------- |
| 20 febbraio 2019 / 27 febbraio 2019 |             |                  |        |         |
| AEL Limassol                        | 7 – 2       | Ermīs Aradippou  | 4 – 0  | 3 – 2   |
| Pafos                               | 3 – 3 (gfc) | EN Paralimni     | 2 – 2  | 1 – 1   |
| 27 febbraio 2019 / 6 marzo 2019     |             |                  |        |         |
| APOEL                               | 4 – 4 (gfc) | AEK Larnaca      | 1 – 1  | 3 – 3   |
| Karmiōtissa                         | 2 – 7       | Apollōn Limassol | 1 – 5  | 1 – 2   |

## Semifinali
| Squadra 1                      | Totale | Squadra 2    | Andata | Ritorno |
| ------------------------------ | ------ | ------------ | ------ | ------- |
| 3 aprile 2019 / 17 aprile 2019 |        |              |        |         |
| Apollōn Limassol               | 1 - 2  | AEL Limassol | 1 – 2  | 0 - 0   |
| APOEL                          | 3 - 2  | EN Paralimni | 1 – 0  | 2 - 2   |

## Finale
| Arbitro: | Giorgos Nikolaou |

|  |           |                               |
|  | Marcatori | 10’ Dossa Júnior 65’ Adamović |